# Girolamo De Rada

Firma di Girolamo De Rada

Girolamo De Rada, originariamente Girolamo Rada (in albanese: Jeronim De Rada; Macchia Albanese, 19 dicembre 1814 – San Demetrio Corone, 28 febbraio 1903), è stato uno scrittore, poeta e pubblicista italiano, cittadino prima del Regno delle due Sicilie e poi con l'Unità d'Italia del Regno d'Italia, di lingua e cultura arbëreshë/albanese, fra le più importanti figure del movimento culturale e letterario albanese del XIX secolo. Fu il principale iniziatore della letteratura albanese moderna e si batté per l'indipendenza dell'Albania.

## Biografia

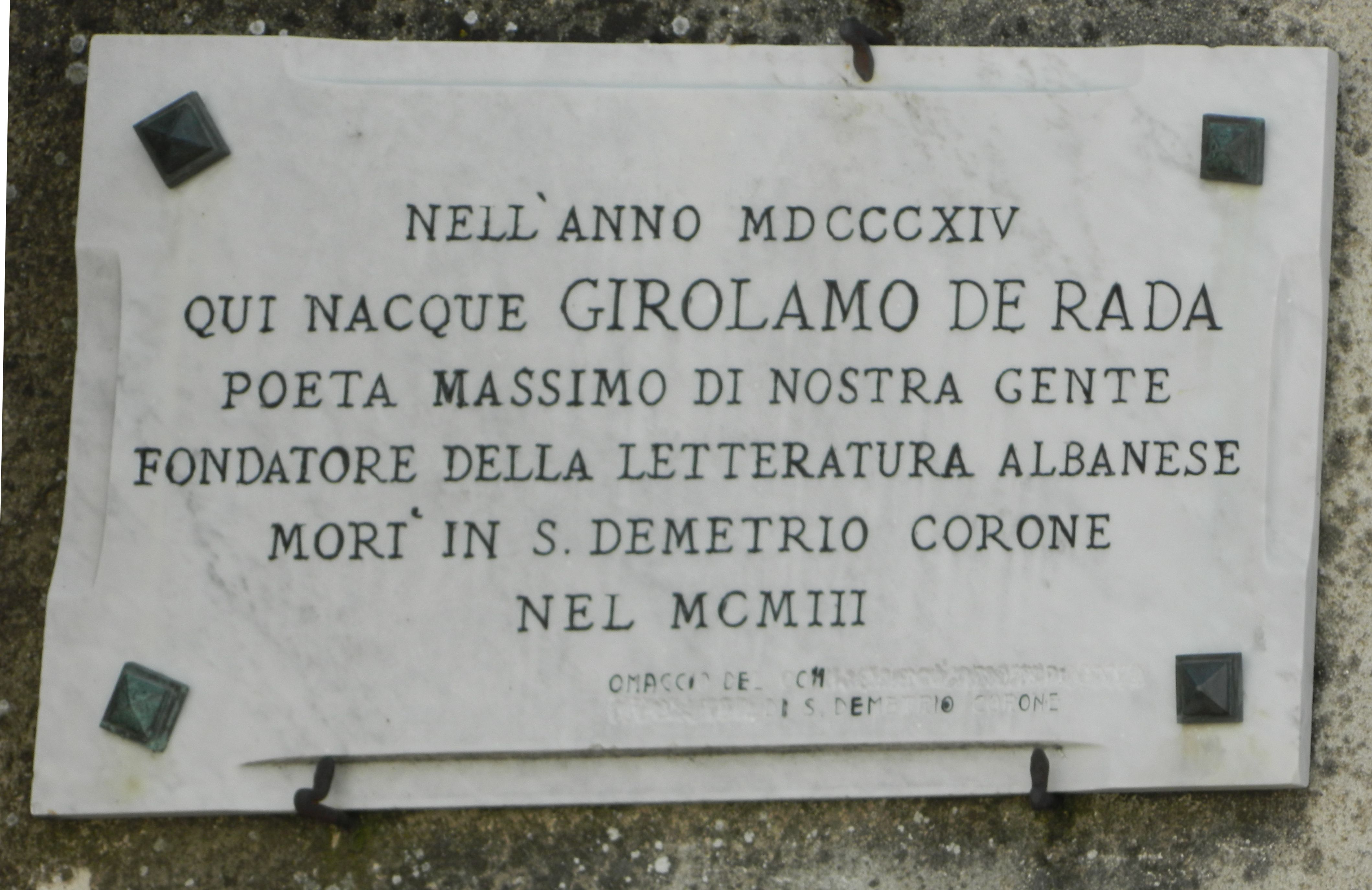
Placca marmorea presso la casa natale di Girolamo De Rada a Macchia Albanese (CS)

Figlio di un sacerdote della Chiesa cattolica italo-albanese, nato a Macchia Albanese nelle colline della Sila Greca, in provincia di Cosenza, De Rada frequentò il Collegio Italo-Albanese di Sant'Adriano a San Demetrio Corone. Da giovane, sulla spinta del nuovo movimento culturale romantico, cominciò a riscoprire la sua identità albanese occupandosi della raccolta del ricco folklore presente nell'Arberia (insieme delle comunità arbëreshe d'Italia). Nell'ottobre 1834, seguendo i desideri di suo padre, si iscrisse alla Facolta di giurisprudenza dell'Università di Napoli, ma il suo principale interesse era il folklore e la letteratura. Nel 1836 a Napoli De Rada pubblicò la prima edizione del suo poema più conosciuto in lingua albanese, i Canti di Milosao sotto il titolo italiano Poesie albanesi del XV secolo - Canti di Milosao, figlio del despota di Scutari. Dovette però abbandonare presto i suoi studi a causa di un'epidemia di colera a Napoli, ritornando a casa in Calabria.

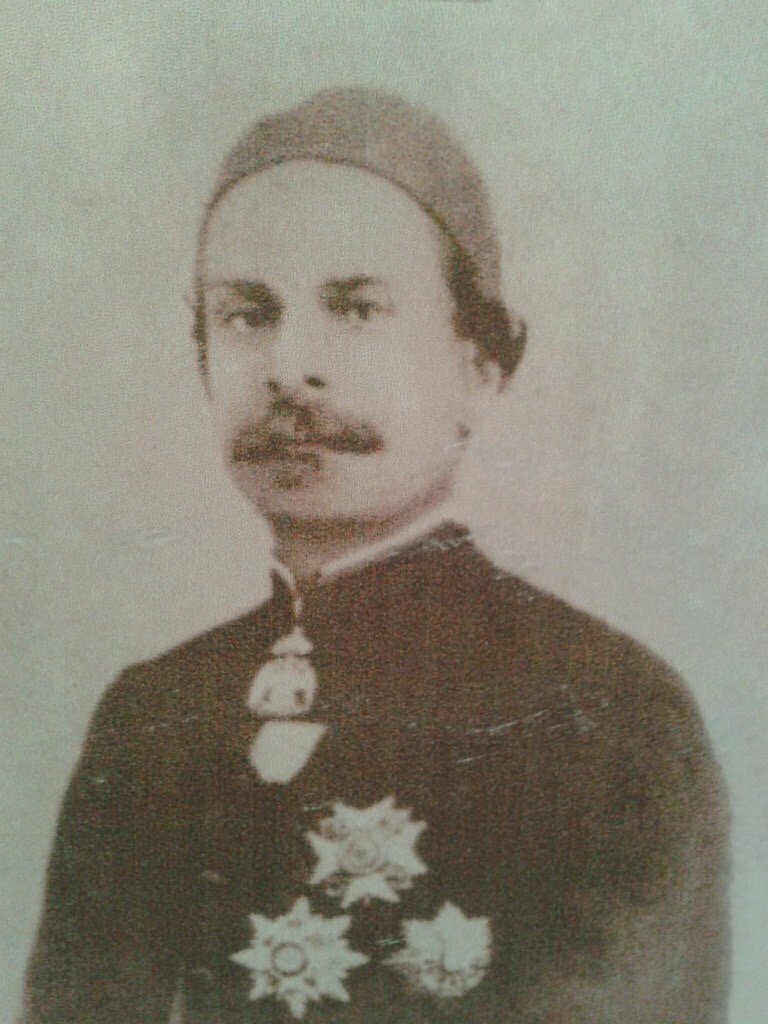
Girolamo de Rada in gioventù (anni '40 del XIX sec.)

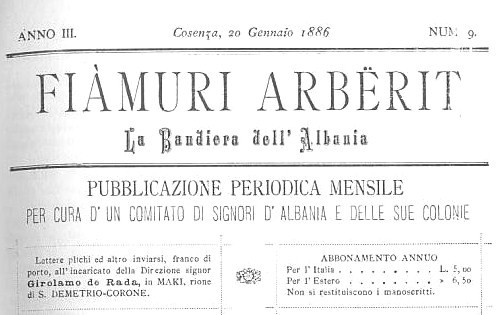
Fiàmuri Arbërit La Bandiera dell'Albania, mensile di Girolamo de Rada (1886)

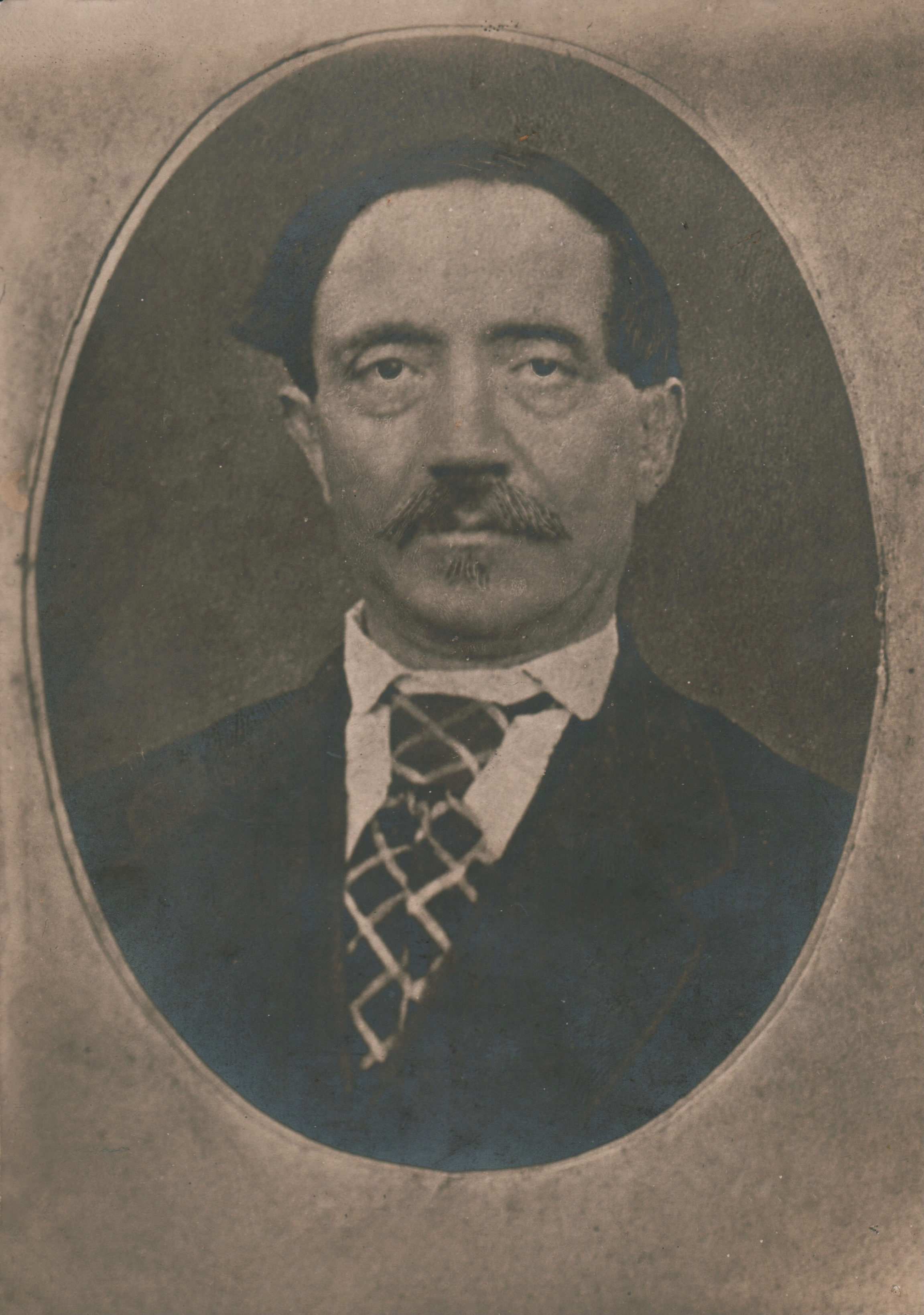
Ritratto di De Rada prima del 1903 circa

La sua seconda opera, Canti storici albanesi di Serafina Thopia, moglie del principe Nicola Ducagino (Napoli 1839), fu confiscata dalle autorità borboniche perché De Rada era accusato di affiliazione con gruppi di cospiratori durante il Risorgimento italiano. L'opera fu ripubblicata con il titolo Canti di Serafina Thopia, principessa di Zadrina nel secolo XV (Napoli 1843) e anni più tardi in una terza versione dal titolo Specchio di umano transito, vita di Serafina Thopia, Principessa di Ducagino (Napoli 1897). La sua tragedia storica in italiano I Numidi (Napoli 1846), approfondita mezzo secolo più tardi come Sofonisba, dramma storico (Napoli 1892), ricevette scarso successo. Altra sua importante opera letteraria è il poema Skanderbeku i pafan ("Lo Scanderbeg sventurato"), apparso in più volumi tra il 1868 e il 1884. Nel 1848, De Rada fondò il giornale L'Albanese d'Italia, che comprendeva articoli anche in lingua albanese. Questo giornale politico bilingue, morale e letterario, con una tiratura finale di 3 200 copie, fu il primo periodico in lingua albanese in tutto il mondo. Prima che l'Albania diventasse un'entità politica, essa era già una realtà nelle opere di Girolamo De Rada. La sua visione di un'Albania indipendente crebbe, nella seconda metà dell'Ottocento, e da un semplice desiderio letterario divenne elemento di sensibilizzazione e di aggregazione attorno ad un obiettivo politico connotatosi sempre più realisticamente nel quale De Rada era passionalmente coinvolto; da qui partirono contatti con i maggiori intellettuali dell'Arberia, in particolare con Demetrio Camarda, Vincenzo Dorsa, Giovanni Emanuele Bidera, Domenico Mauro, Cesare Marini, Angelo Basile, Giuseppe Serembe, Francesco Antonio Santori, ecc., dell'Albania quali Thimi Mitko, Zef Jubani, Sami Frashëri, Faik Konica, ecc.) ma anche con figure importanti della cultura italiana quali Niccolò Tommaseo, Cesare Cantù, Angelo De Gubernatis, ecc. e della cultura e della letteratura europea del tempo quali Elena Ghica - nota anche in Italia con lo pseudonimo di Dora d'Istria -, Alphonse de Lamartine, Victor Hugo, Frédéric Mistral, ecc.
De Rada fu il precursore della Rilindja ("rinascita") politica e culturale arbëreshe oltre che l'iniziatore del romantismo albanese, grazie alla sua attività politica e pubblicistica, ma soprattutto grazie alle sue opere letterarie molto apprezzate nei circoli italiani ed europei del tempo, riuscendo a dare un forte impulso alla diffusione delle idee albaniste anche nei Balcani, tra gli albanesi dell'antica madrepatria, che per tutto l'Ottocento erano ancora sotto il pesante giogo turco-ottomano, che li privava di quegli strumenti culturali, quali le scuole e i giornali, in grado di contribuire alla loro acculturazione e alla loro emancipazione politica e culturale. Attraverso i giornali da lui fondati e diretti quali il già citato L'Albanese d'Italia (1848) e il Fjamuri Arbërit ("La Bandiera dell'Albania", 1883-1887) e soprattutto con la sua opera letteraria, De Rada contribuì in maniera decisiva al sorgere e alla diffusione di una moderna coscienza identitaria sia all'interno della minoranza arbëreshe (albanese d'Italia), sia tra gli albanesi dei Balcani (Albania e Kosovo, ma anche Macedonia, Grecia e Montenegro), gettando le basi di una moderna e comune letteratura nazionale albanese. Attraverso i suoi scritti diffusi in tutti i circoli politici d'Europa, reclamò l'indipendenza dell'Albania. Svolse la sua attività letteraria per circa settanta anni contribuendo non poco alla rinascita nazionale albanese.

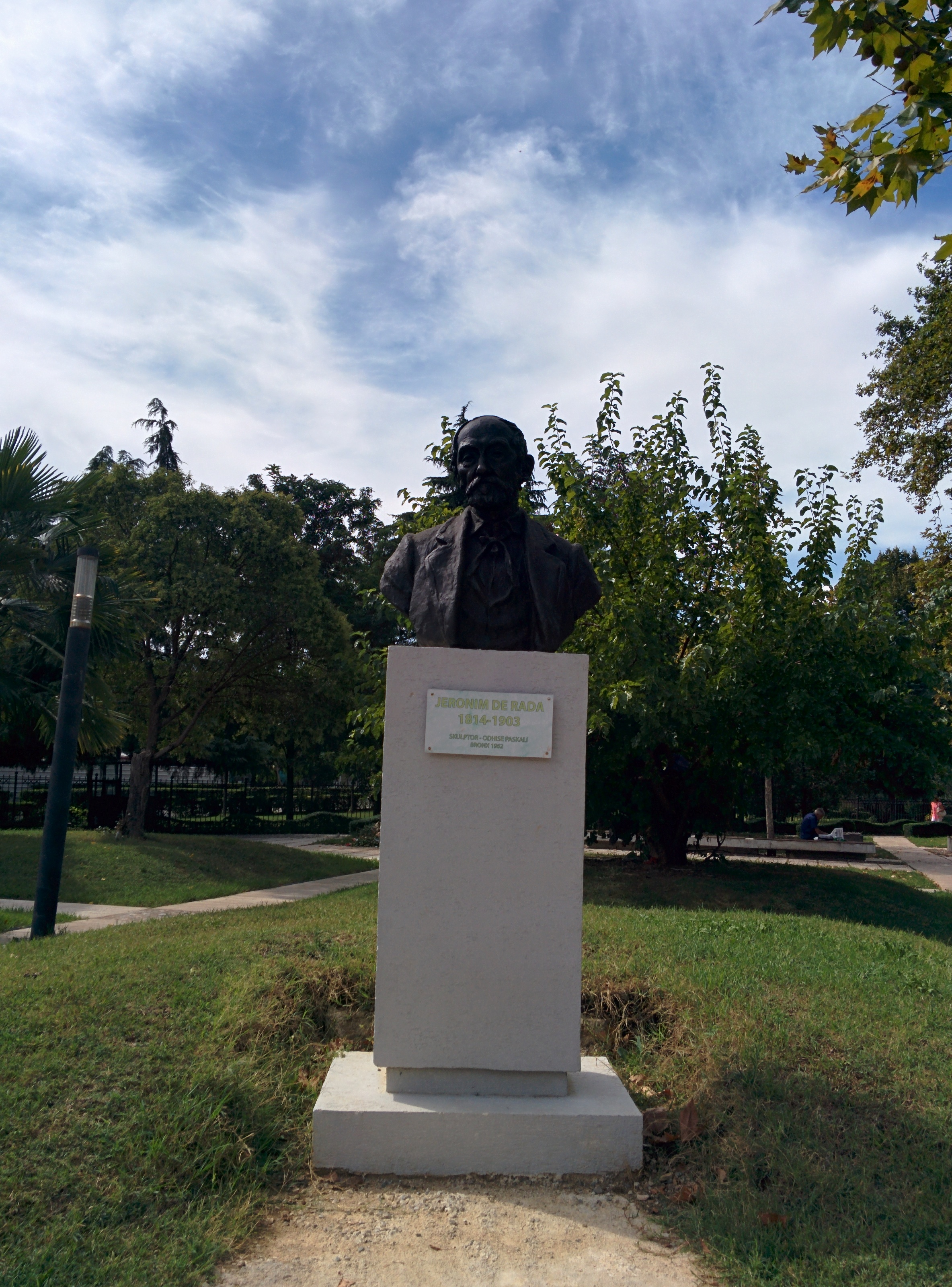
Il monumento a G. De Rada a Tirana (AL)

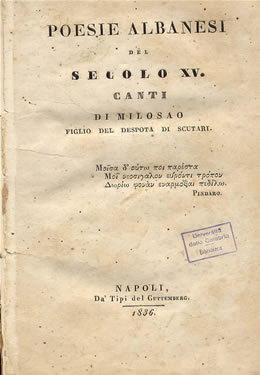
L'opera "Canti di Milosao - Këngët e Milosaos" (1836)

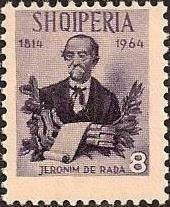
Francobollo d'Albania (1964) in onore a Girolamo De Rada

La sua opera la più popolare in letteratura è il poema lirico Canti di Milosao, conosciuto in albanese come Këngët e Milosaos, una ballata romantica che mette in scena l'amore di Milosao, un immaginario giovane nobile nella Scutari del XIV secolo, che ritorna a casa da Tessalonica. Qui, nella fontana del villaggio, incontra Rina, la figlia del pastore Kollogre, e se ne innamora. La differenza di status sociale tra gli amanti impedisce a lungo la loro unione, finché un terremoto distrugge la città e tutto ciò che distingueva le classi sociali. Dopo il loro matrimonio, nasce un bambino. Ma il matrimonio non dura molto. Il bambino e la moglie di Milosao muoiono, e lui, ferito in battaglia, muore su una riva in vista di Scutari. I Canti di Milosao diedero anche forma ad un sistema alfabetico, incentrato sulla commistione di latino e greco, che, a seguito delle critiche mosse sull'Omnibus da Vincenzo Torelli, fu modificato nel 1839 all'interno dei ricordati Canti di Serafina Thopia.
L'Opera Omnia che comprende in dodici volumi tutte le opere a stampa del poeta di Macchia, è stata pubblicata negli anni 2005-2018 presso Rubbettino Editore, con il sostegno dell'amministrazione comunale di San Demetrio Corone, a cura della Cattedra di Lingua e letteratura albanese dell'Università della Calabria, sotto la direzione scientifica del prof. Francesco Altimari.
Molte scuole, vie e piazze portano il suo nome nei paesi albanesi in Italia, in Albania, in Kosovo e nei paesi albanesi di Macedonia e Montenegro. Anche in Italia in molte città (Cosenza, Catanzaro, Cassano Jonio) ci sono vie dedicate al Poeta. Nel cortile del Collegio italo-albanese di San Demetrio Corone si conserva il busto bronzeo del Vate, donato nel 1965 dalla Repubblica d'Albania a questa storica istituzione degli Albanesi d'Italia. Un altro monumento a De Rada è stato donato nel 1978 alla sua comunità di origine, Macchia Albanese, dal Governo albanese.